# Psicología del consumidor
Psicología del consumidor es un campo aplicado de la psicología, que se vale de los principios básicos de la ciencia psicológica para entender el comportamiento de los consumidores.
El comportamiento de los consumidores se refiere a la observación y estudio de los procesos mentales y psicológicos que suceden en la mente de los compradores y compradoras cuando éste decide adquirir un producto o no. Con la finalidad de comprender el motivo por el cual se toman diferentes decisiones de compra.
La primera etapa de la compra siempre inicia cuando las personas identifican el bien, sea éste un producto o un servicio, que necesita y luego lo selecciona con el ánimo de satisfacer aquella necesidad. Este binomio necesidad-satisfacción subyace a todo el proceso de decisión y acción de compra y las dinámicas de psicología de consumo.
Al seleccionar el producto, las personas estiman la cantidad que está dispuesto a gastar por el mismo. Justo antes de la compra del bien el consumidor, consumidora y consumidere analiza los diferentes precios de la gama de ofertas entre las cuales puede seleccionar y satisfacer su necesidad. Además del precio, existen otros factores relevantes que influyen en la elección de las personas consumistas:
1. Cultura. Es el modo de vida de una comunidad o grupo. Con el fin de encajar en un grupo cultural, los consumistas deben seguir las normas culturales que se encuentran formalmente manifiestas y aquellas que son tácitas.
Por poner un ejemplo, para encajar en una comunidad islámica  no hay que consumir carne de cerdo. Por otra parte, entre gente joven de cualquier comunidad se espera que alguien que quiera integrar el grupo vista como ellos.
En otras palabras, las normas culturales definen lo que la persona puede o no puede comprar.
2. Estilo de vida. El estilo de vida de cada persona generalmente es determinado por su cantidad de ingresos monetarios. Si un sujeto tiene ingresos altos, se espera que mantenga un estilo de vida relativamente determinado.
La influencia del estilo de vida en el comportamiento del consumista determina sin mediación el hecho de que si la persona tiene menores ingresos que otras, no tendrá acceso a ciertos productos y servicios que se encuentran por encima de su escala socioeconómica.
Aquellos quien tienen altos ingresos usualmente experimentan que descienden en su nivel socioeconómico al consumir bienes de bajo precio. El efecto contrario también sucede: cuando se tiene ingresos medios algunas veces se adquiere un producto o servicio de mayor valor económico percibe que sube en su escala socioeconómica. 
3. Motivación. Esta es la variable que impulsa a una persona a considerar una necesidad más importante que otra.  En congruencia con ello, la necesidad más importante exige ser satisfecha en primer lugar.
La motivación es una dinámica compleja alimentada por diferentes necesidades de naturaleza fisiológica, biológica y social. Por ejemplo cuando un individuo, una individua y un individue se halla motivado por la necesidad de sentirse seguro, por lo general va a comprar productos o servicios que se encuentren alineados con dicha esta necesidad, tanto en el plano funcional (objetivo) como perceptual (subjetivo, por ejemplo el posicionamiento de la marca).
4. Personalidad. La personalidad es un conjunto de variables que están profundamente engastados en la mente de una persona. La personalidad difiere de persona a persona, ciertos casos de forma notable, y también se ve influenciada por factores externos como el lugar en que se encuentra la persona o la hora del día.
La personalidad determina lo que uno comerá, va a vestir, lo que va a estudiar, con lo que se aseará y lo que mirará en los puntos de venta. En definitiva, la personalidad tiene un fuerte impacto en todos los procesos de toma de decisión, fundamentalmente porque se encuentra vinculada con el sistema actitudinal o de creencias de las personas hacia los diferentes productos.
5. Edad. Este favor influye en el comportamiento de la persona compradora de una manera bastante directa. Por ejemplo, las necesidades de un niño de 6 años claramente no son similares a las de un adolescente: las necesidades de los consumistas son básicas en la infancia pero se tornan más complejas en la adolescencia y juventud. 
Este proceso continua su articulación conforme avanza la edad del individuo, indiviuda e individue. Las necesidades psicológicas de las personas en diferentes grupos etarios difieren unas de otras, motivo que explica los cambios en el comportamiento del consumista con el paso del tiempo. Es interesante observar que en la vejez las necesidades de los consumistas suelen volver a una naturaleza más básica.
6. Percepción. La percepción es la opinión prevaleciente popular acerca de un producto o servicio en un momento determinado. Por ese motivo es que las percepciones son susceptibles a cambiar con el tiempo. Al ser un constructo mental fuertemente subjetivo, la gente puede tener la misma necesidad, pero comprar marcas totalmente distintas debido a su sistema perceptual.
La percepción es una variable influenciada por estímulos externos como los comentarios de otras personas o las comunicaciones de marketing, sean publicitarias o de relaciones públicas. Estos factores participan en el proceso de moldear la percepción y sistema de creencias y actitudes de las personas referidas a las marcas.

## Contextos de la psicología del consumidor
La psicología del consumidor se ha desenvuelto en cuatro contextos:
1. Contexto científico: como campo de investigación dentro de la psicología económica, que a su vez hace parte de la psicología social.
2. Contexto comercial: como apoyo a las actividades de mercadeo y publicidad.
3. Contexto social: para sustentar la educación y la defensa de los derechos de los consumidores (consumerismo).
4. Contexto clínico: para sustentar la intervención de desórdenes del comportamiento de consumo (por ejemplo, el trastorno de compra compulsiva).